# Comuna Apold, Mureș
Apold (în maghiară: Apold, în germană: Trappold) este o comună în județul Mureș, Transilvania, România, formată din satele Apold (reședința), Daia, Șaeș și Vulcan.

## Demografie
Componența etnică a comunei Apold
     Români (86,79%)
     Romi (5,51%)
     Maghiari (1,5%)
     Germani (1,14%)
     Alte etnii (0,1%)
     Necunoscută (4,96%)
Componența confesională a comunei Apold
     Ortodocși (85,35%)
     Penticostali (5,35%)
     Evanghelici luterani (1,4%)
     Alte religii (2,81%)
     Necunoscută (5,09%)
Conform recensământului efectuat în 2021, populația comunei Apold se ridică la 3.065 de locuitori, în creștere față de recensământul anterior din 2011, când fuseseră înregistrați 2.892 de locuitori. Majoritatea locuitorilor sunt români (86,79%), cu minorități de romi (5,51%), maghiari (1,5%) și germani (1,14%), iar pentru 4,96% nu se cunoaște apartenența etnică. Din punct de vedere confesional, majoritatea locuitorilor sunt ortodocși (85,35%), cu minorități de penticostali (5,35%) și evanghelici luterani (1,4%), iar pentru 5,09% nu se cunoaște apartenența confesională.

## Politică și administrație
Comuna Apold este administrată de un primar și un consiliu local compus din 13 consilieri. Primarul, Gabriel Mureșan, de la Partidul Național Liberal, este în funcție din octombrie 2020. Începând cu alegerile locale din 2024, consiliul local are următoarea componență pe partide politice:
|  | Partid                          | Consilieri | Componența Consiliului | Componența Consiliului | Componența Consiliului | Componența Consiliului | Componența Consiliului | Componența Consiliului | Componența Consiliului | Componența Consiliului | Componența Consiliului |
|  | ------------------------------- | ---------- | ---------------------- | ---------------------- | ---------------------- | ---------------------- | ---------------------- | ---------------------- | ---------------------- | ---------------------- | ---------------------- |
|  | Partidul Național Liberal       | 9          |                        |                        |                        |                        |                        |                        |                        |                        |                        |
|  | Alianța pentru Unirea Românilor | 2          |                        |                        |                        |                        |                        |                        |                        |                        |                        |
|  | Partidul Social Democrat        | 2          |                        |                        |                        |                        |                        |                        |                        |                        |                        |

## Atracții turistice
- Biserica fortificată din satul Apold
- Biserica fortificată din satul Daia
- Biserica fortificată din satul Șaeș
- Biserica fortificată din satul Vulcan
- Biserica Sfântul Gheorghe din Apold

## Personalități născute aici
- Michael Albert (1836 - 1893), scriitor sas;
- Andrei Moldovan (1885 - 1963), preot ortodox care a activat în SUA și Canada;
- Roman Moldovan (1911 - 1996), politician comunist;
- Roland Gunnesch (n. 1944), handbalist;
- Radu Voina (n. 1950), handbalist.

## Imagini

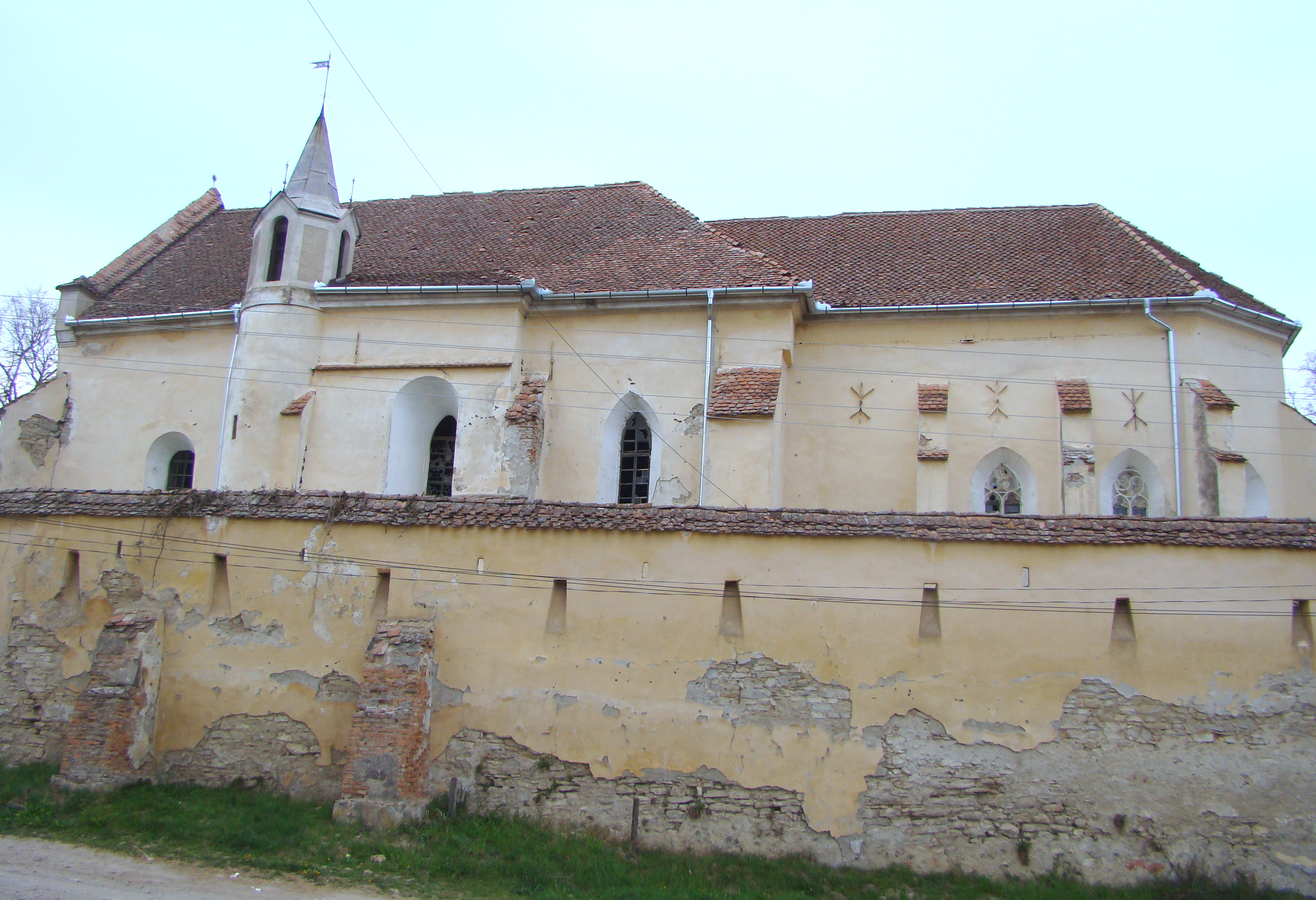
Biserica evanghelică fortificată din satul Daia (monument istoric)
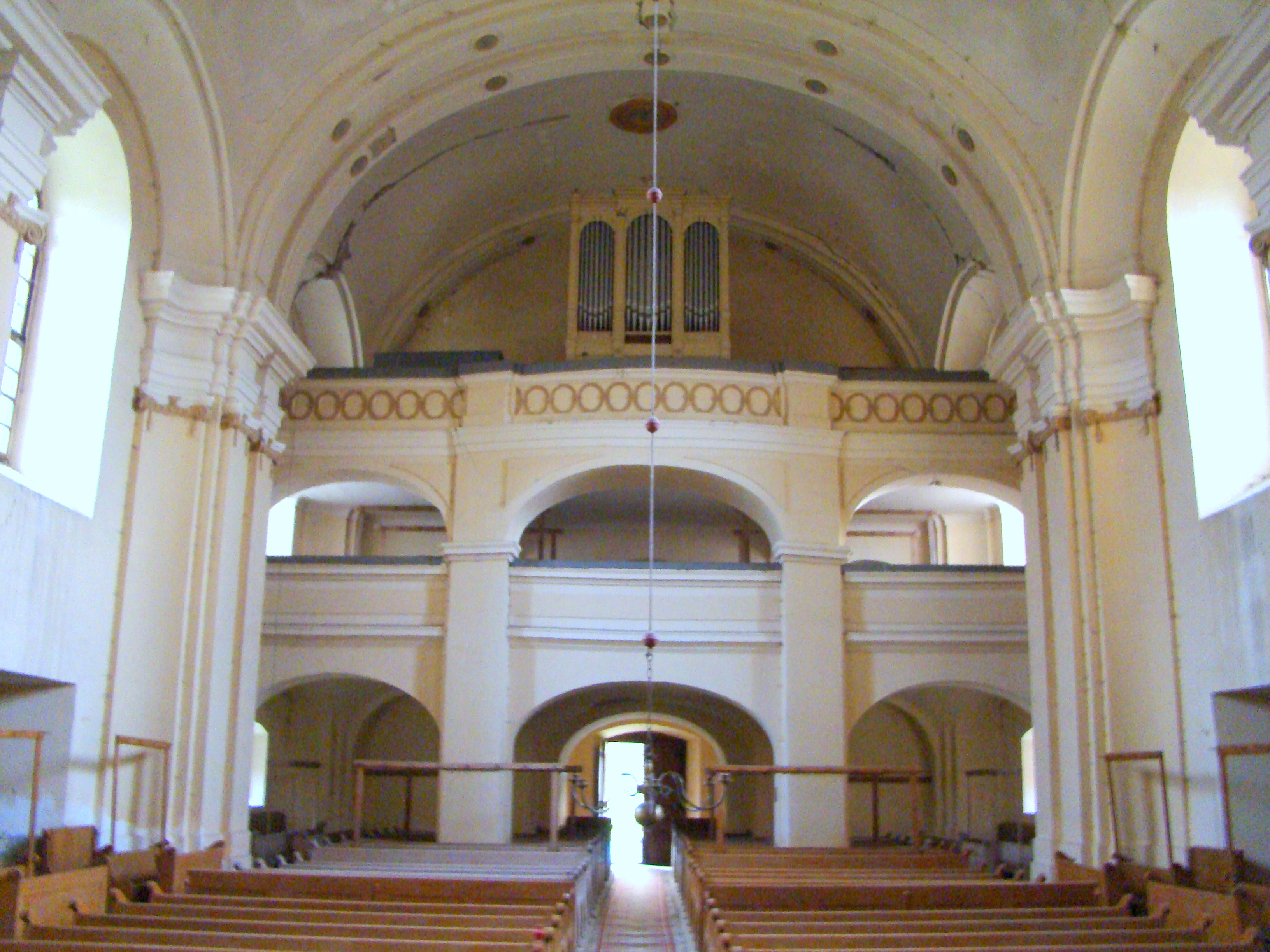
Biserica evanghelică fortificată din satul Șaeș (monument istoric)
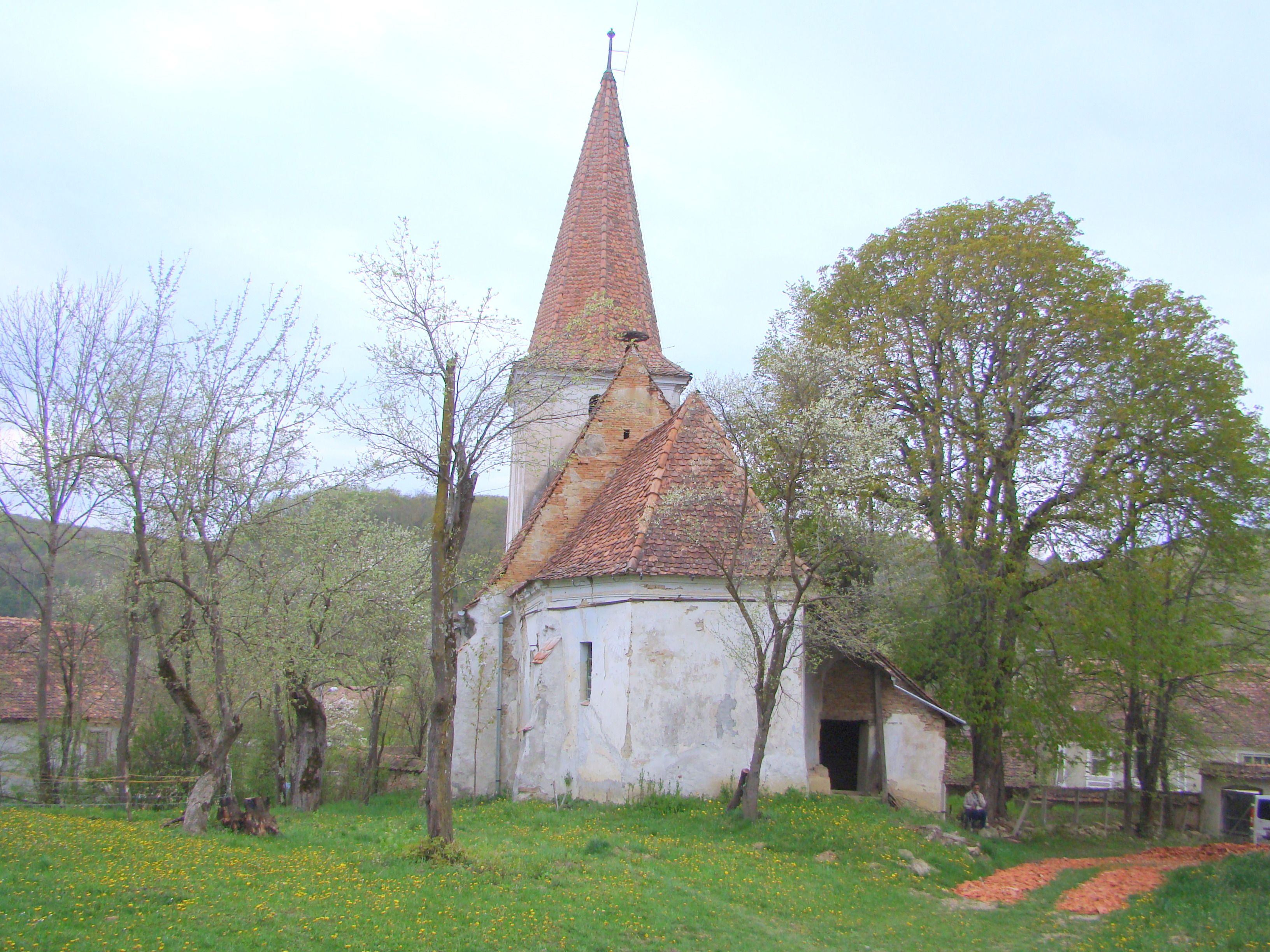
Biserica evanghelică din satul Vulcan (monument istoric)
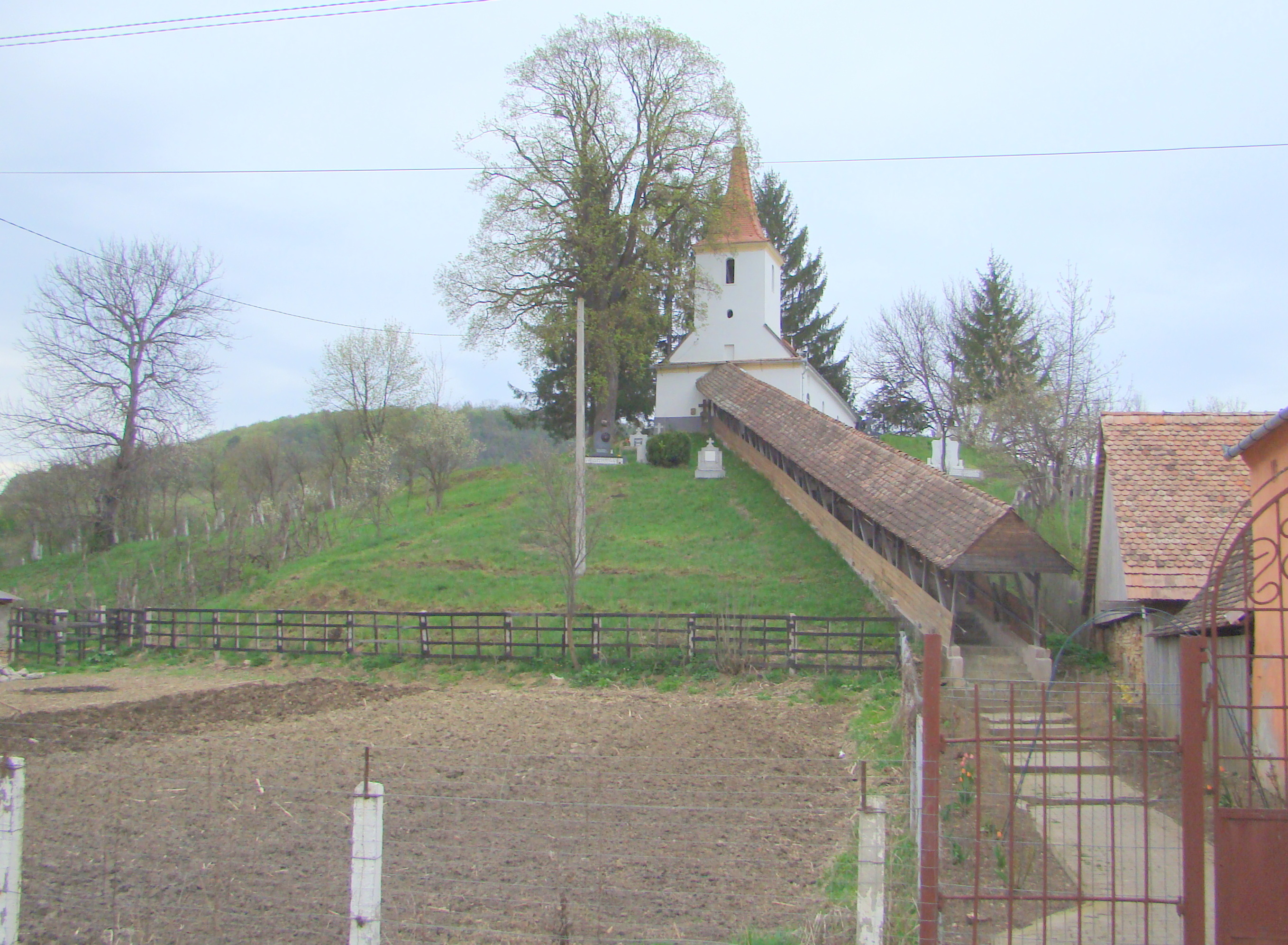
Biserica „Sfântul Mare Mucenic Gheorghe” din Apold (monument istoric)